# Hostišová
Hostišová (en allemand : Hostischau) est une commune du district et de la région de Zlín, en République tchèque. Sa population s'élevait à 545 habitants en 2020.

## Géographie
Hostišová se trouve à 7 km au nord-ouest de Zlín, à 72 km à l'est de Brno et à 245 km au sud-est de Prague.
La commune est limitée par Racková à l'ouest, au nord et à l'est, par Zlín et Sazovice au sud, et par Mysločovice au sud-ouest.

## Histoire
La première mention écrite du village date de 1397.

## Transports
Par la route, Hostišová se trouve à 12 km de Zlín, à 84 km de Brno et à 291 km de Prague.